# 石龙公园
中山公园原名石龙公园，位于广东省东莞市石龙镇老城区中心地带，建成于1924年。为纪念孙中山先生曾在石龙设立大本营而改名为中山公园。

## 文物保护
中山公园内现存多处重要史迹，曾先后被列入东莞市文物保护单位。2012年10月，公园内史迹周恩来演讲处、李文甫纪念亭、莫公璧殉难纪念碑及凯旋门以石龙公园史迹为名整体列为广东省文物保护单位。此外，公园中的中山纪念堂旧址亦已于2011年被评定为第一批东莞市历史建筑。

### 周恩来演讲处
1925年10月8日，周恩来前来石龙，在此向东征军官兵和当地群众发表演讲。彼时演讲台系竹木临时搭建。抗战胜利后，驻守石龙的国民党第54军36师在原位砌筑平台，并命名为“文娱台”，以作演出文娱活动用。平台长13.68米，宽13.4米，高0.8米，平面略呈方形。台上有周恩来戎装立像，系1998年10月周恩来诞辰100周年际所立。
1993年6月22日，“周恩来演讲台”被公布为东莞市文物保护单位。

### 李文甫纪念亭
亭为纪念黄花岗起义七十二烈士之一的李文甫所建，始建于1924年，2004年重修。纪念亭为四柱四角亭，钢筋混凝土结构，长5.7米，宽5.3米，位于小山丘之上。亭内原有胡汉民撰文石碑，现已毁。
1993年6月22日，“李文甫纪念亭”被公布为东莞市文物保护单位。

### 莫公璧殉难纪念碑
纪念碑立于1947年6月，是为纪念1938年抗日救亡运动中为国捐躯的石龙中学校长莫公璧所立。碑长7.3米，宽6米，通高8.8米。正面竖书隶书碑名“莫故校長公璧殉難紀念碑”，左下角楷书落款“張發奎敬題”，碑下方以竖排隶书小字铭事：

### 凯旋门
1945年，为纪念抗日战争胜利，驻守石龙的国民党第54军36师修建凯旋门、浩英亭与忠义亭，现仅有凯旋门存世。门宽9.9米，深1.4米，高9.5米，钢筋混凝土结构，通体外贴麻石。

### 中山纪念堂旧址
纪念堂为1934年当地乡民为纪念孙中山而集资修建，1937年落成。纪念堂座北朝南，二层砖木石结构，后改为钢铁金字架。纪念堂长42.4米，宽26米，建筑面积1,200平方米，内设一大舞台，可容纳观众1,500人。抗战胜利后，纪念堂曾改作中学礼堂；1950年石龙解放后重修，后改建为石龙影剧院；现已修整为石龙东征博物馆并对外开放。

## 图集
- 公园大门（2024年）
- 陈镜开石像（2024年）
- 周恩来演讲处（2024年）
- 李文甫纪念亭（2024年）
- 莫公璧殉难纪念碑（2024年）
- 凯旋门（2024年）
- 中山纪念堂旧址（2024年）

## 周边
- 石龙博物馆
- 东莞市文化馆（石龙分馆）
- 石龙镇中心小学（北校区）
- 中山路民国建筑群（东莞市文物保护单位）